# Saiwahili
Saiwahili is een bestuurslaag in het regentschap Nias van de provincie Noord-Sumatra, Indonesië. Saiwahili telt 1318 inwoners (volkstelling 2010).